# CoinMarketCap
CoinMarketCap (CMC) — найпопулярніший у світі крипто-сайт для відстеження цін, а також великий постачальник криптографічних даних. Він публікує криптоактиви та ринкові дані в режимі реального часу, включаючи відстеження цін, ринкову капіталізацію криптоактивів, рівні домінування біткойнів та дані про обсяг обміну криптовалют. Станом на січень 2021 року сайт надає дані про 8192 унікальних криптоактивів. Це найпопулярніший сайт рейтингу криптовалют у світі.
Рейтинг CMC для бірж криптовалют поділяється на біржі спотового ринку криптовалюти, біржі криптодеривативів та децентралізовані біржі криптоактивів (DEX).
CMC має 350 мільйонів переглядів сторінок на місяць та 445 000 активних користувачів на день.

## Історія
CoinMarketCap був заснований у травні 2013 року розробником Брендоном Чезом у його квартирі в Лонг-Айленд-Сіті, Квінз.
У травні 2016 CMC запустила свій перший загальнодоступний API.
До 2017 року Чез працював лише над CMC. Наприкінці 2017 року він зібрав основну команду для керування сайтом. За даними The Wall Street Journal, у 2018 році CoinMarketCap став одним із найбільш відвідуваних вебсайтів у світі. Чез переважно зберігав приватність, однак це зазнало змін у січні 2018 року, коли репортери Wall Street Journal вистежили його та опублікували лонгрід, присвячений CoinMarketCap та його засновнику.
8 січня 2018 року CMC видалила південнокорейські біржі зі своїх алгоритмів цінових котирувань, тому що ціни там постійно були набагато вищими, ніж в інших країнах. Рішення CMC викликало різке зниження ринкової капіталізації XRP, серед іншого зниження цін на криптоактиви. У Твіттері CMC заявила, що «виключила деякі корейські біржі при розрахунку через різку розбіжність цін у порівнянні з рештою світу та обмежені можливості арбітражу». У листі в WSJ Чез пояснив, що CMC виключила корейські біржі зі списку, тому що багато користувачів скаржилися на неточні ціни; проте вони не очікували, що вплив виключення корейської біржі буде настільки великим.
У травні 2018 року CoinMarketCap запустила мобільний додаток для користувачів iOS, а наступного місяця — темний режим.
У березні 2019 року CoinMarketCap запустив два комплексні основні індекси, які розраховуються та адмініструються німецьким постачальником індексів Solactive AG. Заголовок CMC Crypto 200 Index (CMC200) включає 200 криптовалют, зважених за ринковою капіталізацією, включаючи біткойн, і таким чином покриває понад 90% світового ринку криптовалют. Індекс CMC Crypto 200 ex BTC (CMC200EX) відстежує показники ринку криптоактивів без впливу Біткойна.
Станом на березень 2019 року на Nasdaq, Bloomberg Terminal та Refinitiv торгуються два еталонні індекси криптовалюти CMC.
CoinMarketCap також запустив Альянс підзвітності та прозорості даних (DATA) у 2019 році, щоб підвищити прозорість проєктів у криптопросторі та покращити стандарти звітності в галузі.
У листопаді 2019 року CoinMarketCap запустив нову метрику ліквідності, спрямовану на боротьбу із фальшивими обсягами торгів.
У квітні 2020 року Binance придбала CoinMarketCap на нерозкритих умовах; у звіті Forbes стверджувалося, що сума угоди становила 400 мільйонів доларів, але ця цифра не була підтверджена. CMC продовжує працювати незалежно від своєї материнської компанії.
У серпні 2020 року CoinMarketCap запустила освітню програму винагород, яка дозволяє учасникам заробити до певної кількості нативних токенів певного блокчейн-проєкту, переглядаючи навчальні відео та виконуючи вікторини, щоб претендувати на отримання винагороди.
У вересні 2020 року CMC запустила освітню платформу CMC Alexandria — портал, який надає освітній контент, що допомагає зорієнтуватися новачкам у світі криптовалют та децентралізованих фінансів (DeFi).
У 2021 році CoinMarketCap став API-партнером біржі Coinbase. API CoinMarketCap надає доступ до широкого спектра інформації про блокчейн на різних біржах.
У листопаді 2021 року Coinmarketcap допоміг Vice, New York Times та деяким іншим ЗМІ виявити шахрайську схему з монетами-мемами під назвою Squid Game. Ця монета досягла піку у 2,8 долара США і невдовзі впала, а її розробники заробили приблизно 3,3 мільйона доларів США.
Сайт також є джерелом рейтингів криптовалют. Наприклад, Kraken названа другою за величиною криптовалютною біржею США за версією NYTimes, яка посилається на CMC.
У грудні 2021 року ціни на криптовалюти, що котируються на найбільших американських криптобіржах Coinbase та CoinMarketCap, на короткий час стали аномальними у зв’язку з деякими технічними причинами. І Coinbase, і CoinMarketCap заявили, що технічний збій не викликано іншою стороною.